# Shirley Ann Grau
Shirley Ann Grau (New Orleans, 8 juli 1929 – Kenner, 3 augustus 2020) was een Amerikaans schrijfster.
Shirley Ann Grau woonde een groot deel van haar jeugd met haar moeder op het platteland van Alabama, waar racisme een grote rol speelde. Ze studeerde aan Newcomb College, onderdeel van Tulane University in New Orleans.  
De romans van Grau spelen veelal in de diepe Zuidelijke Verenigde Staten zoals Alabama of Louisiana. Ze behandelen thema's als dood, abortus, disciminatie van vrouwen en interraciale verhoudingen. Ze wordt beschouwd als een vooraanstaand schrijfster op het gebied van vrouwenstudies en feministische literatuur, al zijn dat niet de enige thema's in haar werk. 
Haar bekendste roman The keepers of the house heeft als onderwerp de complexe persoonlijke gevolgen die rassenintegratie met zich meebrengt. Angst, haat, geheimen en hypocrisie staan op de voorgrond in een omgeving met veranderende normen en waarden. Grau ontving er in 1965 een Pulitzerprijs voor. Eerder al, in 1956, werd haar verhalenbundel The Black Prince genomineerd voor de National Book Award for Fiction.

## Werk (incompleet)
- The Black Prince, and Other Stories (1955, verhalen)
- The Hard Blue Sky, (1958)
- The House on Coliseum Street (1961)
- The Keepers of the House (1964)
- The Condor Passes (1971)
- The Wind Shifting West (1973, korte verhalen)
- Evidence of Love (1977)
- Nine Women (1985, verhalen)
- Roadwalkers (1994)
- Selected Stories (2003)